# Juan Rafa Mas
Juan Rafa Mas (Alella, 9 de mayo de 1908-Barcelona, 20 de febrero de 1974) fue un futbolista español. Jugador posicionado en la defensa, defendió la camiseta del Fútbol Club Barcelona en 30 partidos de liga durante cinco temporadas (1931-1936). Debutó en liga el 14 de febrero de 1932 frente al Arenas de Guecho (1 a 3 para el Barça).

## Equipos
| Club                  | País   | Año       |
| --------------------- | ------ | --------- |
| Fútbol Club Barcelona | España | 1931-1936 |